# Operaio

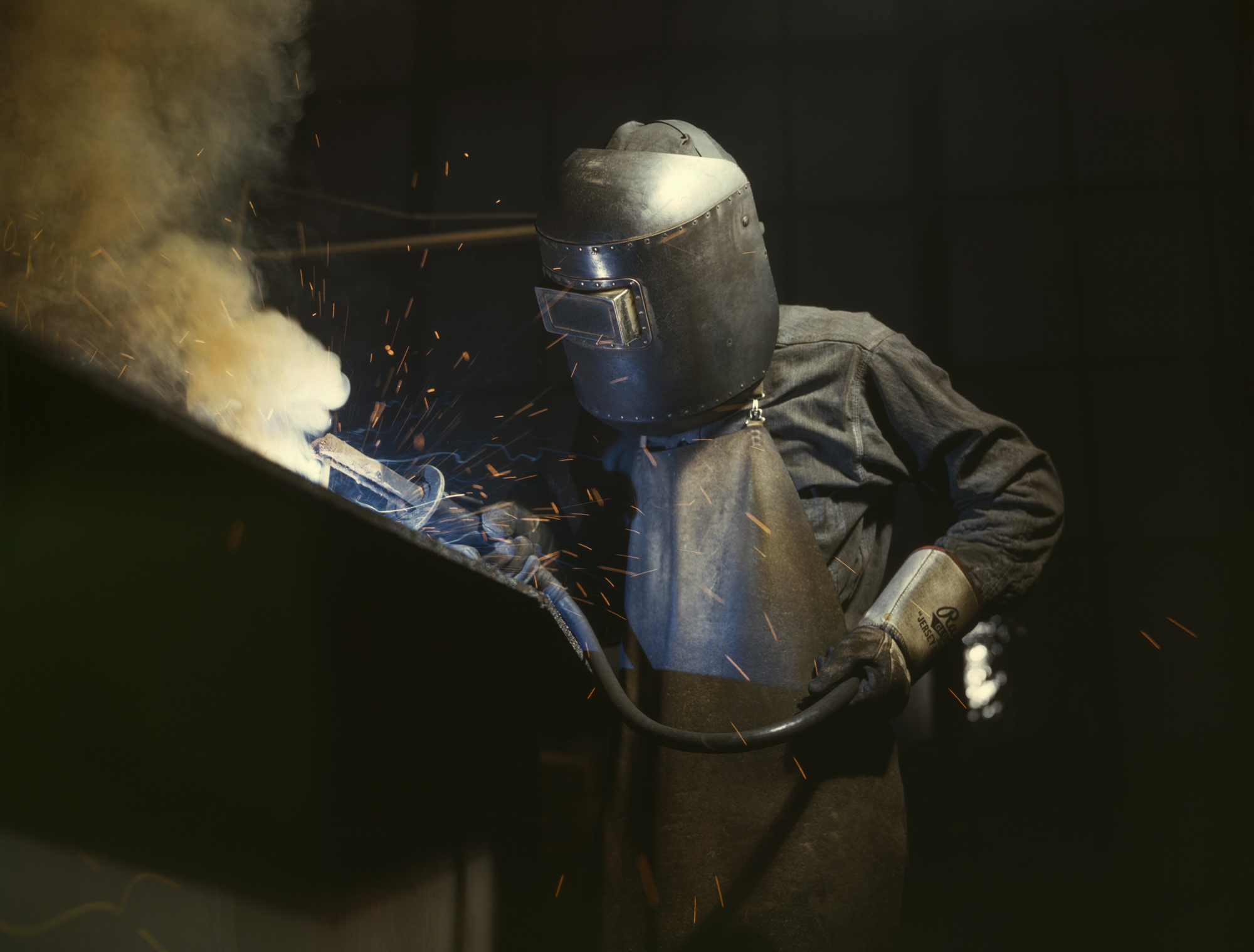
Un saldatore al lavoro in un cantiere navale, 1942

Un operaio è un lavoratore dipendente che svolge mansioni prevalentemente manuali.

## Storia

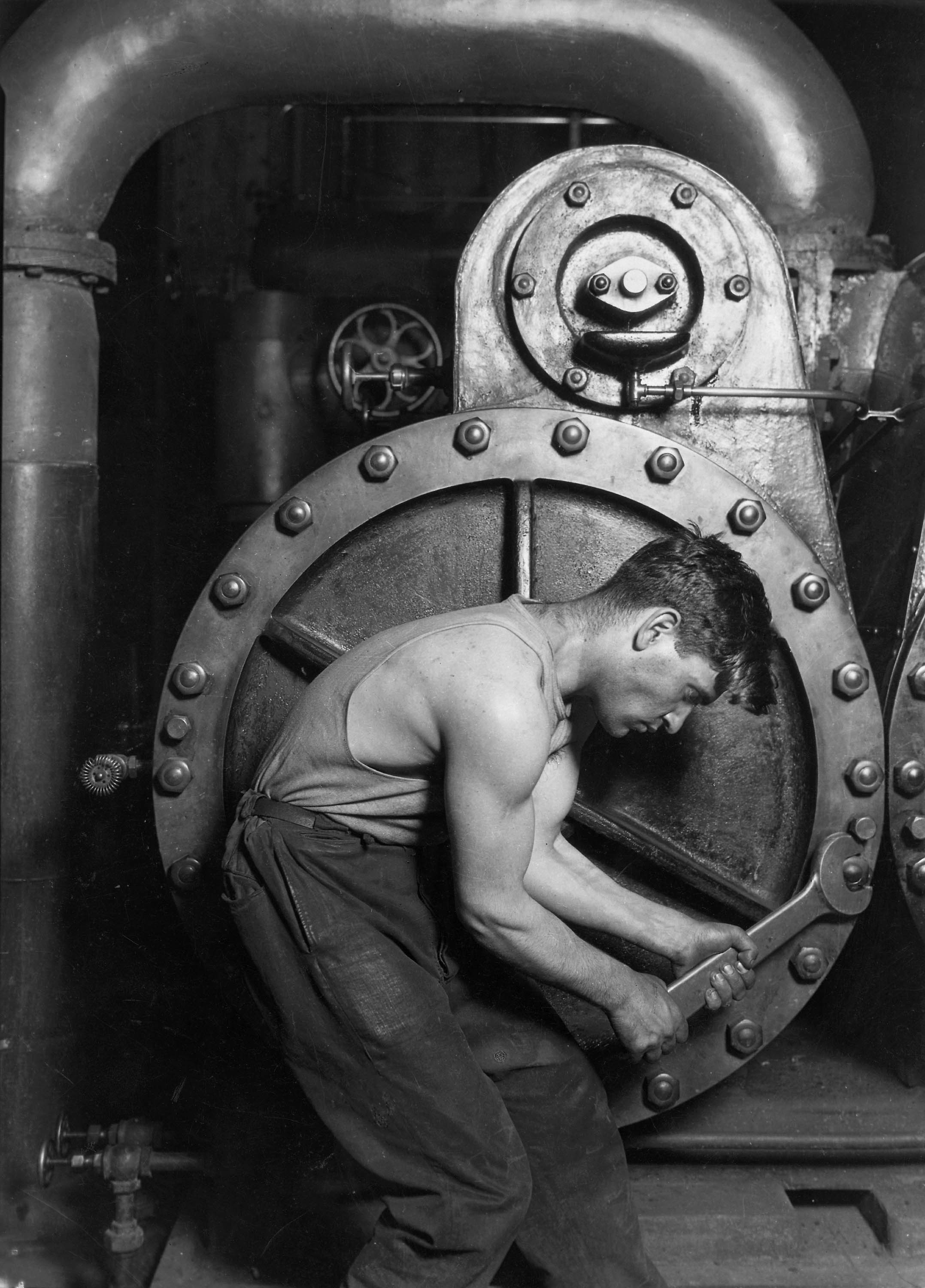
Un operaio addetto ad una macchina a vapore, foto di Lewis Hine, 1920

Secondo la dottrina marxista, l'operaio appartiene alla classe sociale del proletariato ed il suo lavoro subisce uno sfruttamento a favore del capitalista, proprietario dei mezzi di produzione. Tale sfruttamento deriverebbe dalla differenza (plusvalore) tra il salario percepito ed il valore che egli aggiunge con il suo lavoro alla merce prodotta.
La figura dell'operaio nasce durante i processi di industrializzazione del XVIII secolo e XIX secolo avvenuti dapprima in Inghilterra e poi anche nell'Europa continentale. Diversamente dagli schiavi della Roma antica, l'operaio appare come il primo lavoratore privo di status definito, ossia mancante di garanzie ed assistenze per il vitto e per l'alloggio. In Italia il termine è nato nella lingua toscana per definire gli addetti alla fabbriceria che in Toscana era chiamata "opera".
Tale condizione ha spinto gli operai a cercare di formare organizzazioni per la difesa dei propri interessi. Non va dimenticato che in origine la figura dell'operaio era costituita, per lo più, da una massa di diseredati, divenuti disoccupati proprio a causa della rivoluzione industriale, che dalle campagne e dai piccoli centri si trasferivano nelle grandi città in preda alla disperazione.
Ritenere superficialmente che gli operai si trovino solo nelle fabbriche della manifattura è un errore grossolano: commercio, edilizia/impiantistica, agricoltura, logistica, ecc. sono settori ove coloro che svolgono mansioni puramente manuali/esecutive sono inquadrati come operai.

## Caratteristiche
Uno degli elementi distintivi della condizione operaia è una minore richiesta di educazione accademica formale: l'apprendimento avviene spesso direttamente sul posto di lavoro. Il capo di questi lavoratori viene usualmente chiamato caporeparto il suo compito è quello di assegnare e controllare il lavoro dei subordinati. Solitamente il caporeparto è egli stesso un lavoratore manuale.

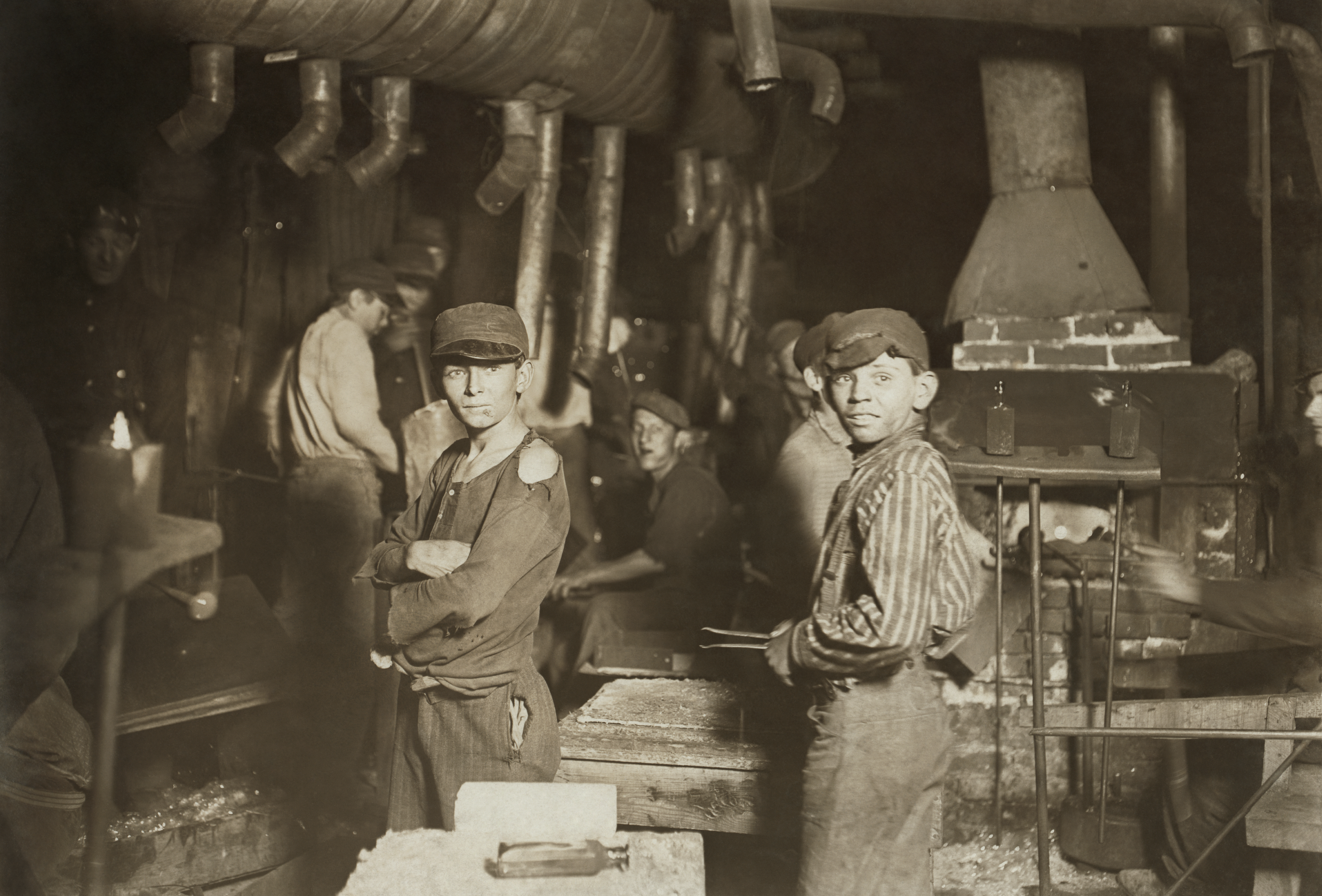
Bambini-operai presso una fabbrica di vetro nell'Indiana, Stati Uniti d'America, 1908

Nel lavoro operaio è di norma usato un cartellino per registrare l'inizio e la fine dell'orario di lavoro del prestatore e quindi il numero preciso delle ore sulle quali sarà calcolata la paga. In genere, le ore di lavoro sono prestabilite da contratto; e per l'annotazione delle presenze vengono utilizzati strumenti meccanici, come ad esempio un orologio marcatempo.
Di solito la paga per tali impieghi è inferiore a quella dei "colletti bianchi", anche se più alta rispetto a molte occupazioni di ingresso nel mondo del lavoro. Talvolta le condizioni di lavoro possono essere particolarmente faticose o rischiose.
A volte gli operai, come qualsiasi altra tipologia di lavoratore, sono iscritti ad un sindacato di categoria. Queste associazioni utilizzano un processo di negoziazione chiamato contrattazione collettiva, per stabilire i diritti e le responsabilità dei lavoratori rappresentati e per negoziare il salario e i benefit che loro spettano. Esistono, inoltre, leggi ed organizzazioni che regolano e controllano la sicurezza sul posto di lavoro.

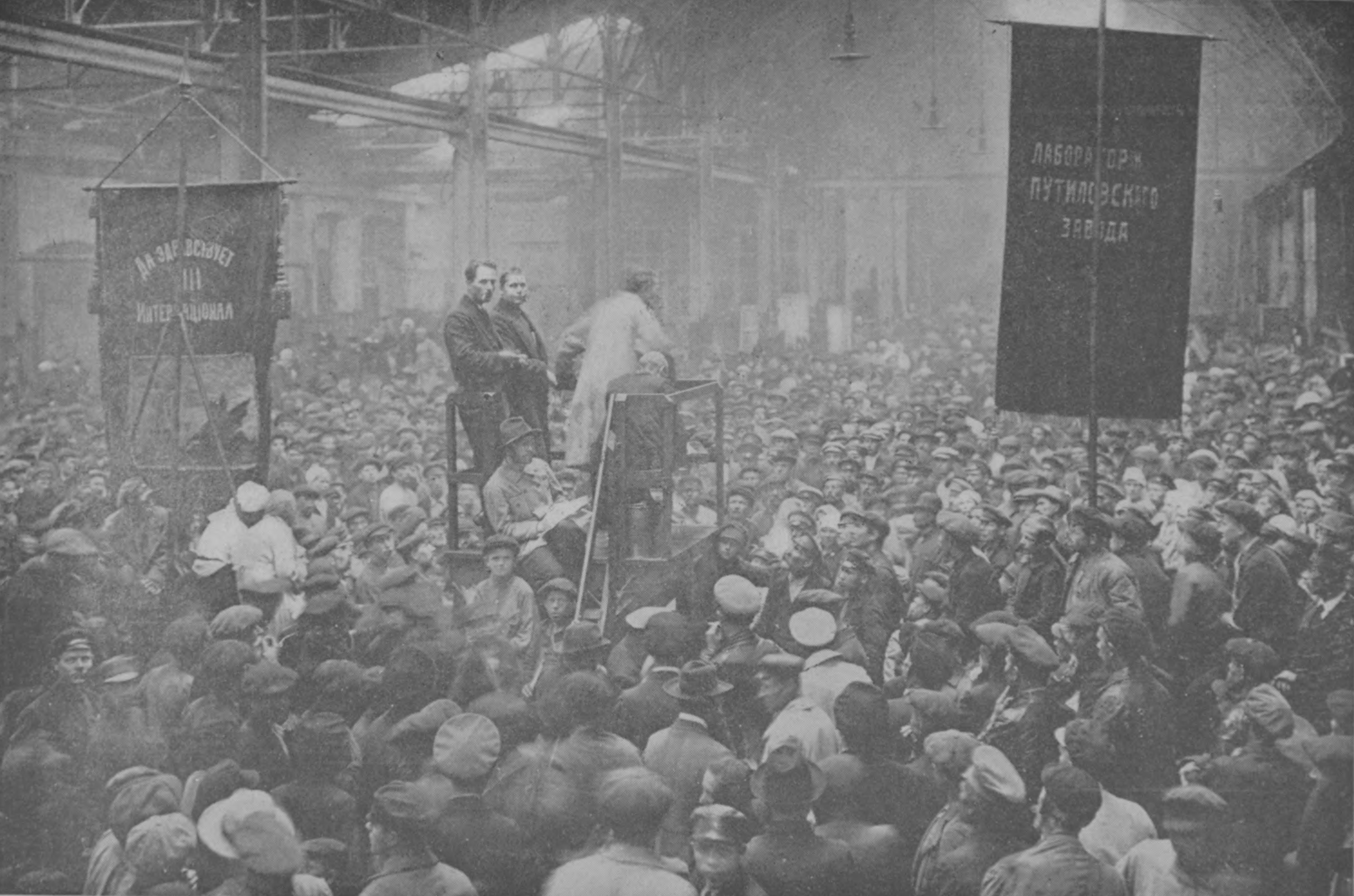
Assemblea degli operai nella fabbrica Putilov di Pietrogrado, Russia, 1917

Italia, anni '50: ritorno a casa di una "tuta blu"

Gli operai si identificano e si caratterizzano in base alla qualifica, alla provenienza da altre classi (es. contadina), alla nazionalità e alla provenienza geografica (basti pensare alla percentuale altissima di operai meridionali che lavorano nelle grandi fabbriche del nord Italia), l'età, il sesso, la scolarità.

## Nel mondo

### Italia
Gli operai costituiscono una delle quattro categorie in cui la legge italiana suddivide i lavoratori subordinati.
La contrattazione collettiva ha introdotto negli anni varie qualifiche in funzione della diversa competenza dei lavoratori. Si distinguono quindi operai comuni, operai qualificati ed operai specializzati. Alcuni contratti collettivi hanno inoltre previsto figure di operaio cui sono affidate mansioni di particolare responsabilità, normalmente di controllo e conduzione di un gruppo di lavoratori (cosiddetti intermedi: ad es. capocantiere, capofficina, caporeparto, caponegozio ecc.).
Quasi tutti i CCNL (commercio, agricoltura, logistica, ecc.) classificano i livelli di mansione manuale o prevalentemente manuale (o comunque esclusivamente esecutive) come operai.